# C-moll adagio és fúga
Bécsben, 1788. június 26-án keletkezett Wolfgang Amadeus Mozart egyik műve, a c-moll adagio és fúga, K. 546.
Mozart rövid jellemzése a művéről következő: „rövid Adagio két hegedűre, brácsára és csellóra, ahhoz a fúgához, amit már régen írtam két zongorára”.
A fúga 1783-ban keletkezett: akkoriban, a nyolcvanas évek elején Mozart fokozott figyelmet szentelt a „tudós” stílusnak, és ifjú felesége, Constanze Weber maga is azon volt, hogy Mozart ez irányú érdeklődését ösztönözze, ébren tartsa. Nem egy félbemaradt vagy később átdolgozott kontrapunktikus mű jelzi ennek a stiláris kitérőnek rögös útját.
Az Adagio szaggatott, szenvedélyes ritmikájú, izgatott hangzású, kromatikus meglepetésekben gazdag prelúdium. A hatalmas, nagy műgonddal kidolgozott fúgára még Beethoven is felfigyelt.
Mozart eredetileg ezt a művet vonósnégyesre írta; de ahogy ő is sejtette, manapság vonószenekaron hangzik el a legtöbbször.